# 抗毒素

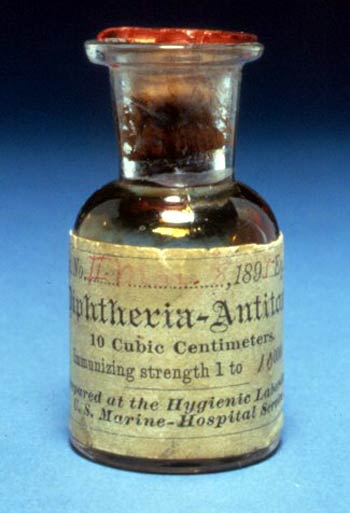
1895年に製造されたジフテリア抗毒素のバイアル

抗毒素（こうどくそ、英: antitoxin)は、特定の毒素を中和する能力を持つ抗体のことである。抗毒素は、ある種の動物、植物、真正細菌が毒素の暴露に反応して産生する。それらは毒素を効果的に中和することができるが、真正細菌やその他の微生物も殺滅することもある。抗毒素は生物の中で作られ、ヒトを含む他の生物に投与して感染症を治療することができる。この方法では、安全な量の特定の毒素を動物に注射する。次に、その動物の体内でその毒素を中和するために必要な抗毒素が作られる。その後、その動物から血液を採取する。血液から抗毒素が得られると、それを精製して人間や他の動物に注射し、一時的な受動免疫を誘導する。血清病を予防するためには、同じ種から得られた抗毒素を使用するのが最善であることが多い（例えば、人間を治療するためにはヒト抗毒素を使用する）。
ほとんどの抗毒素製剤は、毒素に対する力価が高いドナーから調製されており、高力価免疫グロブリンになっている。

## 抗毒素の歴史
ジフテリアや破傷風の毒素に対する抗毒素は、1890年以降、エミール・アドルフ・フォン・ベーリングとその同僚によって作られた。ジフテリアの治療にジフテリア抗毒素を使用したことは、The Lancet誌で「急性感染症の医学的治療における19世紀の最も重要な進歩」と評価された。
1888年、ベーリングは軍事医学学校での簡単な奉仕のためにベルリンに派遣された。1889年、彼は当時ロベルト・コッホが所長を務めていたベルリン大学の衛生研究所に加わった。1889年から1895年にかけて、ベーリングは血清療法と抗毒素の理論に関する先駆的なアイデアを発展させた。
1887年初頭、ボンで、ベーリングは、破傷風免疫を持つ白ネズミの血清に、炭疽菌を中和する物質が含まれていることを発見した。彼は、これが炭疽菌への「抵抗力」の源であると認識していた。1890年12月4日、ベーリングと北里柴三郎は、血液血清療法に関する最初の論文を発表した。12月11日、ベーリングが署名した別の報告書は、破傷風の治療だけでなく、ジフテリアの治療にも血液血清療法を論じている。
1891年、パウル・エールリヒが、植物毒でさえ生体内で抗毒素が生成されることを証明したことで、ベーリングの理論は裏付けられた。
猩紅熱（しょうこうねつ）の抗毒素は、1924年にRaymond Dochez、Gladys、George Frederick Dickによって同時に開発された。

## 参照項目
- 毒素-抗毒素系（英語版） - 「毒素」タンパク質と対応する「抗毒素」の両方を一緒にコードする、2つ以上の密接に関連した遺伝子セット
- 予防接種
- ジム (馬名)（英語版） - ジフテリア抗毒素を含む血清を生産するために使用された馬の名前
- 抗血清
- 発明